# Frank-Michael Marczewski
Frank-Michael Marczewski (* 30. April 1954 in Berlin) ist ein ehemaliger deutscher Fußballspieler.

## Karriere
Frank-Michael Marczewski absolvierte für den Spandauer SV, den FC Augsburg, den OSC Bremerhaven, Tennis Borussia Berlin und den SC Charlottenburg insgesamt 200 Spiele in der 2. Bundesliga, hinzu kommen vor Einführung der 2. Bundesliga 65 Spiele in der Regionalliga Berlin von 1972 bis 1974  sowie rund 300 Einsätze in der drittklassigen Amateuroberliga Berlin bzw. Nordost und 25 Einsätze in der Berliner Verbandsliga (4. Liga). Sein Debüt gab er am 23. April 1972 im Alter von 17 Jahren beim Regionalligaspiel gegen Rapide Wedding. Ab der Saison 1972/73 war er Stammspieler in der ersten Mannschaft des SSV in der Regionalliga Berlin. Nach dem Abrutschen in die Drittklassigkeit durch die Einführung der 2. Bundesliga gelang ihm 1975 mit den Spandauern die Rückkehr in die Zweitklassigkeit, die jedoch nur ein Jahr lang anhielt. In seiner langen Karriere wurde Marczewski nur ein einziges Mal des Feldes verwiesen, am 15. Mai 1977 musste er in seinem letzten Spiel für den SSV vor seinem Wechsel zum FC Augsburg in der letzten Spielminute den Platz verlassen.
Nach zwei Kurzgastsspielen beim FC Augsburg und dem OSC Bremerhaven in der Saison 1977/78 landete Marczewski 1978 wieder in Berlin und heuerte bei Tennis Borussia an. Bei den Veilchen wurde er sofort Stammspieler. Lokalrivale Hertha BSC nahm den Verteidiger für den Kader der Saison 1981/82 in die Auswahl. Eine mögliche Verpflichtung zerschlug sich aber noch vor Saisonbeginn, da Hertha mit Horst Ehrmantraut, Edmund Stöhr und Jörg Diefenbach auf dieser Position gut besetzt war. Eine Verpflichtung bei der SG Union Solingen zerschlug sich ebenso, da Union die geforderte Ablöse von 90.000 DM nicht zahlen wollte. Marczewski war der Wunschkandidat von Solingens Trainer Gerhard Prokop.
Auch der gemeinsame Wechsel mit Edmund Malura zum SC Charlottenburg stand 1983 zunächst auf der Kippe, da Tennis Borussia Berlin jeweils 100.000 DM Ablöse forderte, die von Charlottenburg nicht zu stemmen war, kam dann aber doch zu Stande. Zuvor war Marczewski ein Jahr lang für die Lichterfelder SU aufgelaufen. Mit den Charlottenburgern spielte er ein Jahr in der 2. Bundesliga, stieg aber 1984 wider in die Oberliga Berlin ab.
Zum Jahresanfang 1986 wechselte Marczewski vom SCC wieder zum Spandauer SV. 1988 folgte der Wechsel zum Ligarivalen SC Gatow, mit dem er 1989 in die Landesliga ab- und 1990 wieder aufstieg und 1991 in die neue Oberliga Nordost eingegliedert wurde. Nach einem Jahr in dieser Liga beendete Marczewski 1992 nach mehr als zwanzig Jahren seine aktive Laufbahn. Im April 1995 sprang er für eine Partie bei Hertha Zehlendorf in der damals drittklassigen Regionalliga Nordost ein.
Ab Frühjahr 2010 trat Marczewski als 56-Jähriger in der Berlin-Liga noch einmal für den Spandauer SV an, nachdem der Verein nur noch sechs Spieler im Kader hatte und Gefahr lief, in die unterste Spielklasse zurückgestuft zu werden. Marczewski war zuvor nur noch in der Altherren-Mannschaft aktiv. Er bestritt in dieser Saison noch acht Spiele für den SSV.